# جومپی شیممورا
جومپی شیممورا (انگلیسی: Jumpei Shimmura؛ زادهٔ ۱۳ اکتبر ۱۹۸۸) بازیکن فوتبال اهل ژاپن است.
از باشگاه‌هایی که در آن بازی کرده‌است می‌توان به باشگاه فوتبال توکیو وردی اشاره کرد.